# Спенс, Брэд
Брэд Спенс (англ. Brad Spence; род. 19 апреля 1984, Калгари, Альберта, Канада) — канадский горнолыжник, участник Олимпийских игр 2010 и 2014 годов. Чемпион Канады.

## Биография
Брэд Спенс вырос на ранчо около Калгари. С четырёхлетнего возраста мечтал принять участие в олимпийских играх: в 1988 году его родители были волонтёрами на играх в Калгари, а он смотрел церемонию открытия у бабушки. Он начал заниматься горными лыжами в восемь лет, посещая уроки вместе со своим братом против своей воли и часто притворялся больным чтобы остаться дома с бабушкой.
Окончил школу в Калгари, во время вынужденной паузы в тренировках посещал гуманитарный факультет университета Калгари. Увлекается рыбалкой, лошадьми, выпечкой. Выращивает овощи на своём огороде.
В январе 2012 года объявил своим титульным спонсором на этап в Венгене восьмилетнего мальчика Гейджа Фергюсона, который спонсировал Спенсу около 150 долларов из своей копилки. Фергюсон посетил этап в Швейцарии и имел возможность наблюдать за ним из финишной зоны. Деньги Брэд Спенс перевёл в фонд Branch Out Foundation, организованный его друзьями, который помогает больным с неврологическими расстройствами.

## Спортивная карьера
29 декабря 2005 года на этапе кубка мира в Бормио Спенс упал во время скоростного спуска и получил очень серьёзные повреждения правого колена. Он смог вернуться соревнованиям только в декабре 2008 года, а в феврале 2009 года повторно дебютировал на кубке мира, но уже специализируясь в слаломе и гигантском слаломе. В марте 2012 года снова лёг под нож из-за болей в правом колене, которые беспокоили его весь сезон.
Лучшие результаты на кубке мира были показаны в сезоне 2009/10 годов, когда он стал 12-м в слаломе на трассе в Альта-Бадья 21 декабря 2009 года и повторил результат на трассе в Кицбюэле 24 января 2010 года. В сезоне 2011/12 года показывал стабильно хорошие результаты, девять раз заканчивая гонку кубка мира в топ-30. В 2010 году стал чемпионом Канады в гигантском слаломе.
На Олимпийских играх Брэд Спенс дебютировал в 2010 году, где стартовал в слаломе и гигантском слаломе.